# Pseudophoraspis doroshenkoi
Pseudophoraspis doroshenkoi är en kackerlacksart som beskrevs av Anisyutkin 2005. Pseudophoraspis doroshenkoi ingår i släktet Pseudophoraspis och familjen jättekackerlackor.
Artens utbredningsområde är Kambodja. Inga underarter finns listade i Catalogue of Life.